# William Conklin
William Conklin est un acteur américain né le 25 décembre 1872 à New York (État de New York) et mort le 21 mars 1935 à Los Angeles (Californie).

## Biographie
William Conklin fait ses études à Brooklyn, puis commence une carrière d'acteur au théâtre à Broadway et en tournées.
Il commence sa carrière au cinéma dans des rôles de jeune premier, comme dans Neal of the Navy.

## Filmographie
- 1913 : Arizona de Lawrence McGill
- 1914 : Dan de Jack Pratt
- 1914 : Pierre of the Plains de Lawrence Mcgill
- 1914 : Soldiers of Fortune de William F. Haddock (en)
- 1914 : The Ragged Earl de Lloyd B. Carleton
- 1915 : Neal of the Navy de W. M. Harvey et William Bertram
- 1916 : Inherited Passions de Gilbert P. Hamilton
- 1916 : Spellbound de Harry Harvey
- 1916 : The Flirting Bride de H. M. Horkheimer
- 1916 : The Shrine of Happiness de Bertram Bracken
- 1916 : The Sultana de Sherwood MacDonald
- 1916 : The Twin Triangle de Harry Harvey
- 1916 : The Yellow Pawn de George Melford
- 1917 : Golden Rule Kate de Reginald Barker
- 1917 : Love Letters de R. William Neill
- 1917 : North of Fifty-Three de Richard Stanton
- 1917 : Out of the Wreck de William D. Taylor
- 1917 : Sold at Auction de Sherwood MacDonald
- 1917 : The Devil's Bait de Harry Harvey
- 1917 : The Law of the Land de Maurice Tourneur
- 1917 : The Masked Heart de Edward Sloman
- 1917 : The Price Mark de R. William Neill
- 1917 : The Prison Without Walls de E. Mason Hopper
- 1917 : The Serpent'S Tooth de Wally Van
- 1917 : The Stolen Play de Harry Harvey
- 1918 : Flare-Up Sal de R. William Neill
- 1918 : Love Me de R. William Neill
- 1918 : The Mating of Marcella de R. William Neill
- 1918 : The Turn of a Card de Oscar Apfel
- 1918 : The Velvet Hand de Douglas Gerrard
- 1918 : Tyrant Fear de R. William Neill
- 1919 : Come Again Smith de E. Mason Hopper
- 1919 : Hay Foot, Straw Foot ! de Jerome Storm
- 1919 : Red Hot Dollars de Jerome Storm
- 1919 : À l'ombre du bonheur (Stepping Out) de Fred Niblo
- 1919 : The Drifters de Jesse D. Hampton
- 1919 : The Haunted Bedroom de Fred Niblo
- 1919 : The Virtuous Thief de Fred Niblo
- 1919 : What Every Woman Learns de Fred Niblo
- 1919 : When Fate Decides de Harry Millarde
- 1920 : Hairpins de Fred Niblo
- 1920 : Love Madness de Joseph Henabery
- 1920 : Sex de Fred Niblo
- 1920 : The Brute Master de Roy H. Marshall
- 1920 : Le Trait d'union (The Woman in the Suitcase) de Fred Niblo
- 1920 : When Dawn Came de Colin Campbell
- 1921 : Beau Revel de John Wray
- 1921 : Blind Hearts de Rowland V. Lee
- 1921 : The Lure of Youth de Phil Rosen
- 1921 : The Other Woman de Edward Sloman
- 1922 : Iron to Gold de Bernard J. Durning
- 1922 : The Unfoldment de George Kern
- 1922 : The Woman He Married de Fred Niblo
- 1922 : Up and Going de Lynn Reynolds
- 1922 : When Husbands Deceive de Wallace Worsley
- 1923 : Daytime Wives de Emile Chautard
- 1923 : The Lone Star Ranger (en) de Lambert Hillyer
- 1923 : The Meanest Man in the World d'Edward F. Cline
- 1923 : The Lonely Road de Victor Schertzinger
- 1923 : The Man Alone de William H. Clifford
- 1923 : La Loi du désert (Three Who Paid) de Colin Campbell
- 1924 : Never Say Die de George J. Crone
- 1924 : Stolen Secrets de Irving Cummings
- 1924 : The Goldfish de Jerome Storm
- 1925 : A Gentleman Roughneck de Grover Jones
- 1925 : Counsel for the Defense de Burton L. King
- 1925 : Fifth Avenue Models de Svend Gade
- 1925 : Ports of Call de Denison Clift
- 1925 : Winds of Chance de Frank Lloyd
- 1925 : Le Sans-Patrie (The Man Without a Country) de Rowland V. Lee
- 1925 : The Rag Man de Eddie Cline
- 1926 : Faithful Wives de Norbert Myles
- 1926 : Vaincre ou mourir (Old Ironsides) de James Cruze
- 1926 : Sweet Rosie O'Grady de Frank Strayer
- 1927 : Outlaws of Red River de Lewis Seiler
- 1927 : Rose of the Golden West de George Fitzmaurice
- 1927 : Tumbling River de Lewis Seiler
- 1928 : Life'S Crossroads de Edgar Lewis
- 1929 : Shanghai Rose de Percy Pembroke
- 1929 : La Divine Lady (The Divine Lady) de Frank Lloyd